# Ballon d’Or
Der Ballon d’Or (französisch für „Goldener Ball“) ist ein seit 1956 von der französischen Fußball-Fachzeitschrift France Football vergebener Preis an die besten Fußballspieler des jeweiligen Kalenderjahres bzw. seit 2022 der vorherigen Saison. Ursprünglich nur für europäische Spieler von europäischen Vereinen vorgesehen, öffnete sich der Preis ab 1995 für alle Spieler, die in Europa spielten. Daher wurden die Gewinner auch als „Europas Fußballer des Jahres“ bezeichnet. Da seit 2007 alle Spieler weltweit gewählt werden können, prämiert die Auszeichnung mittlerweile in Konkurrenz zum 1991 eingeführten FIFA-Weltfußballer des Jahres den „Weltfußballer des Jahres“. Von 2010 bis 2015 wurde der Preis nicht mehr in der traditionellen Form vergeben, sondern France Football und die FIFA kooperierten und schufen die gemeinsame Auszeichnung FIFA Ballon d’Or; seit 2016 organisiert die französische Zeitschrift die Vergabe des Ballon d’Or wieder in alleiniger Regie. Der Ballon d’Or gilt als prestigeträchtiger als die Wahl zum FIFA-Weltfußballer und ist die wichtigste individuelle Auszeichnung für einen Fußballspieler. Rekordgewinner ist der Argentinier Lionel Messi, der zwischen 2009 und 2023 acht Mal ausgezeichnet wurde. Seit 2018 wird der Ballon d’Or – unter dem Namen Ballon d’Or féminin – auch an Frauen verliehen.

## Geschichte
| Zeitraum  | Auszeichnung       | Titel                             |
| --------- | ------------------ | --------------------------------- |
| 1956–2006 | Ballon d’Or        | Europas Fußballer des Jahres 1, 2 |
| 2007–2009 | Ballon d’Or        | Weltfußballer des Jahres          |
| 2010–2015 | FIFA Ballon d’Or 3 | Weltfußballer des Jahres          |
| seit 2016 | Ballon d’Or        | Weltfußballer des Jahres          |

Die Auszeichnung Ballon d’Or geht auf den France-Football-Chefredakteur Gabriel Hanot zurück, der 1956 seine europäischen Kollegen zur Wahl eines Fußballer des Jahres bat. Erster Preisträger war im Jahre 1956 der Engländer Stanley Matthews vom FC Blackpool, er ist mit 41 Jahren auch der älteste Preisträger.
Ursprünglich durften die Journalisten nur europäische Spieler wählen, die auch bei europäischen Vereinen spielten. Ab 1995 durften alle Fußballspieler, die bei einem europäischen Verein spielen, gewählt werden. Im selben Jahr wurde George Weah aus Liberia als erster Nichteuropäer ausgezeichnet. Danach kamen bis zur letzten Vergabe der Auszeichnung 2009 die meisten Preisträger (5) aus Brasilien. Die Gewinner bis einschließlich 2006 wurden auch als „Europas Fußballer des Jahres“ bezeichnet.
Ab 2007 konnten alle Fußballspieler unabhängig von ihrer Nationalität und von der Liga, in der sie spielen, gewählt werden. Es wurden aber auch danach nur Spieler von europäischen Vereinen gewählt. Der Ballon d’Or zeichnet seither faktisch den „Weltfußballer des Jahres“ aus und trat damit in Konkurrenz zum 1991 eingeführten FIFA-Weltfußballer des Jahres. Der Ballon d’Or gilt als prestigeträchtiger und wichtigste individuelle Auszeichnung für einen Fußballspieler. Ab 2010 schloss sich France Football mit der FIFA zusammen. Bis einschließlich 2015 wurde der FIFA Ballon d’Or verliehen, wofür die FIFA Medienberichten zufolge 15 Millionen Euro zahlte. Seither werden der Ballon d’Or und der FIFA-Weltfußballer wieder getrennt ausgezeichnet. Die Gewinner des FIFA Ballon d’Or werden regulär in der Gewinnerliste des Ballon d’Or und des FIFA-Weltfußballers geführt.
Seit 2018 wird mit dem Ballon d’Or féminin auch die „Weltfußballerin des Jahres“ ausgezeichnet. Zudem wird seit 2018 die Kopa-Trophäe (Trophée Kopa) für den weltbesten U21-Spieler vergeben. 2019 wurde außerdem die Jaschin-Trophäe (Trophée Yashin) für den „Welttorhüter des Jahres“ eingeführt. Alle Auszeichnungen werden gemeinsam mit dem Ballon d’Or auf derselben Gala verliehen. 2020 wurden der Ballon d’Or sowie die weiteren Auszeichnungen aufgrund der COVID-19-Pandemie nicht vergeben. Stattdessen wählten die Juroren das Ballon d’Or Dream Team.
Im November 2023 schloss France Football eine Partnerschaft mit der UEFA. Ab der Wahl 2024 soll diese „ihre Fußballexpertise einbringen, die weltweiten kommerziellen Rechte vermarkten und die jährliche Galaveranstaltung organisieren“. Darüber hinaus werden fortan auch der Trainer bzw. die Trainerin des Jahres gewählt. Die UEFA stellt dafür den UEFA-Spieler des Jahres ein und konzentriert sich im Rahmen der UEFA Club Football Awards auf die Ehrung des besten Spielers der UEFA Champions League. Nach Ansicht der UEFA spiele der beste Spieler der Welt ohnehin stets in einer europäischen Liga.
Die erfolgreichsten Spieler waren bis zur Wahl 2011 die Niederländer Johan Cruyff und Marco van Basten sowie der Franzose Michel Platini, ehe der Argentinier Lionel Messi mit seinem dritten Titel zu ihnen aufschloss und sie 2012 überholte. 2017 schloss der Portugiese Cristiano Ronaldo mit seinem fünften Titel zu Messi auf, der 2019 wieder zum alleinigen Rekordhalter wurde.
Messi wurde als einziger Spieler viermal in Folge geehrt (2009 bis 2012). Hinter den dreimaligen Gewinnern van Basten, Cruyff und Platini wurden vier weitere Spieler je zweimal ausgezeichnet, darunter die Deutschen Franz Beckenbauer und Karl-Heinz Rummenigge. Bei den Nationalitäten der Spieler führt Argentinien mit acht Titeln, gefolgt von Deutschland, der Niederlande und Portugal mit sieben. Erfolgreichster Verein ist der FC Barcelona, der 15-mal den Preisträger stellte. Juventus Turin (1982–1985) und FC Barcelona (2009–2012) stellten je viermal nacheinander den Preisträger. Die meisten Preisträger spielten in der spanischen Primera División (25).
Dreimal schafften es Spieler aus demselben Verband unter die ersten Drei: 1972 (Franz Beckenbauer, Gerd Müller und Günter Netzer) und 1981 (Karl-Heinz Rummenigge, Paul Breitner und Bernd Schuster) jeweils aus Deutschland sowie 1988 die Niederländer Marco van Basten, Ruud Gullit und Frank Rijkaard. Letztere spielten zudem allesamt beim AC Mailand, dem es 1989 nochmals gelang, mit Marco van Basten, Franco Baresi und Frank Rijkaard die drei ersten Plätze zu besetzen. 2010 spielten mit Lionel Messi, Andrés Iniesta und Xavi die ersten Drei beim selben Verein (FC Barcelona).
Als einziger Torhüter wurde 1963 Lew Jaschin mit dem Ballon d’Or ausgezeichnet. Dino Zoff (1973) und Gianluigi Buffon (2006) schafften es auf den 2. Platz. Ivo Viktor (1976), Oliver Kahn (2001, 2002) und Manuel Neuer (2014) wurden Dritter.
Lionel Messi ist der bisher einzige Argentinier, der den Preis gewann. Messi erhielt für das Jahr 2009 473 von 480 möglichen Punkten und kam der Maximalpunktzahl damit so nahe wie kein anderer Spieler zuvor.
17-mal wurde der Ballon-d’Or-Gewinner auch zum FIFA-Weltfußballer des Jahres gewählt (Gewinner des FIFA Ballon d’Or von 2010 bis 2015 nicht mitgezählt). Seit 1991 wurden lediglich Jean-Pierre Papin (1991), Christo Stoitschkow (1994), Matthias Sammer (1996), Luís Figo (2000), Michael Owen (2001), Pavel Nedvěd (2003), Andrij Schewtschenko (2004), Lionel Messi (2021), Karim Benzema (2022) und Rodri (2024) nicht gleichzeitig FIFA-Weltfußballer des Jahres.

## Vergabemodus
Verliehen wurde der Preis von einer Jury mit je einem Sportjournalisten aus den Ländern der 53 Mitgliedsverbände der UEFA sowie 53 Juroren aus den Ländern derjenigen außereuropäischen Verbände, die an mindestens einer Weltmeisterschaftsendrunde teilgenommen haben. Jeder von ihnen vergab an fünf Spieler aus einer von der France-Football-Redaktion vorgegebenen Liste fünf – seit dem Jahr 2016: sechs –, vier, drei, zwei bzw. einen Punkt. Dabei sollte die Leistung der Spieler im jeweiligen Kalenderjahr gewürdigt werden.
Nach Kritik an der Vergabe des Ballon d’Or 2021 wurde der Vergabemodus geändert: Der maßgebliche Zeitraum ist seit dem Ballon d’Or 2022 nicht mehr das Kalenderjahr, sondern eine übliche europäische Fußballsaison, sodass der Gewinner im Oktober gekürt werden soll. Wahlberechtigt ist seither je ein Journalist pro Land der Top-100 der FIFA-Weltrangliste. Die Gesamtkarriere der Spieler wird bei der Wahl nicht mehr berücksichtigt; relevant sind die individuellen Leistungen der Nominierten, das Abschneiden ihrer Mannschaften sowie ihr Talent und Sportsgeist.
Seit 2024 vergeben die Journalisten an zehn Spieler eine Punktzahl von 15, 12, 10, 8, 7, 5, 4, 3, 2 und 1.

## Liste der Preisträger

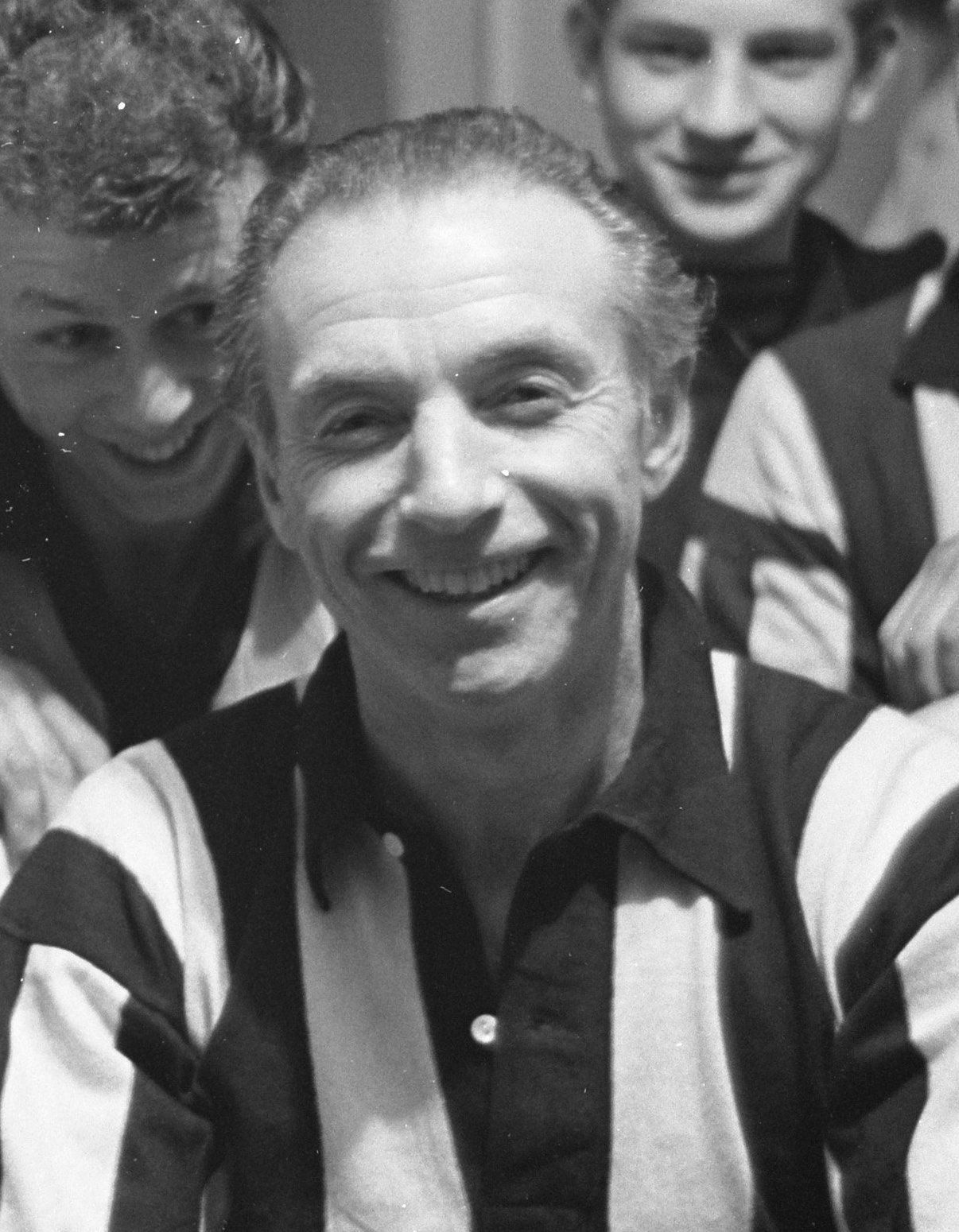
Der Engländer Stanley Matthews war der erste Gewinner des Ballon d’Or
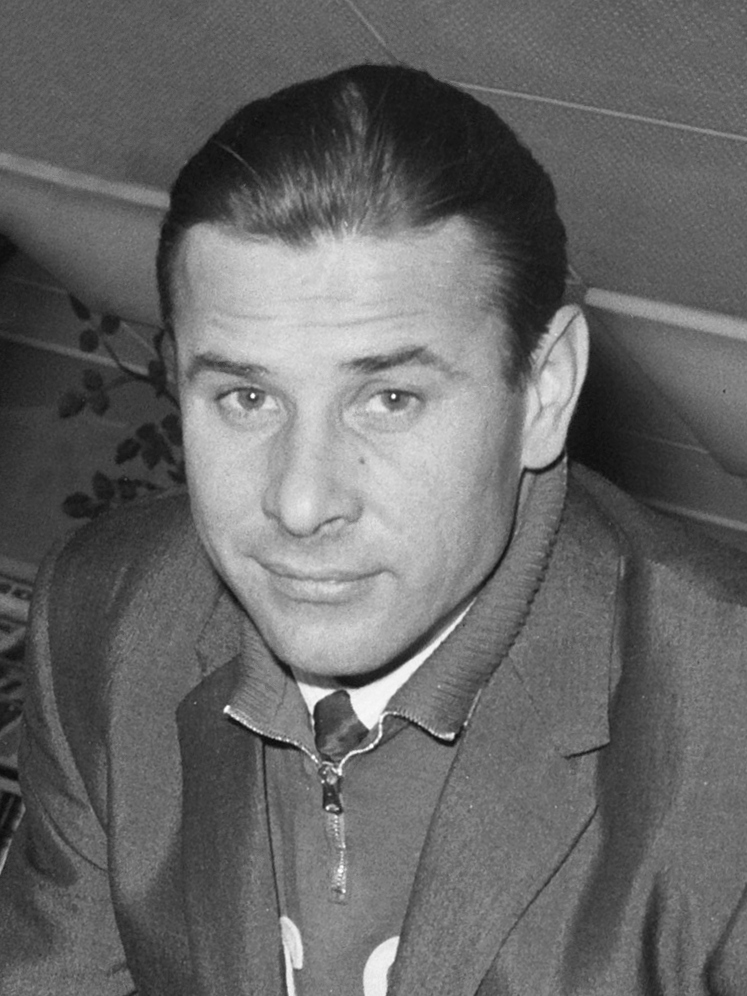
Lew Jaschin gewann 1963 als bisher einziger Torhüter den Ballon d’Or
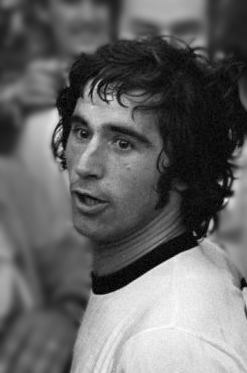
Gerd Müller war 1970 der erste deutsche Gewinner
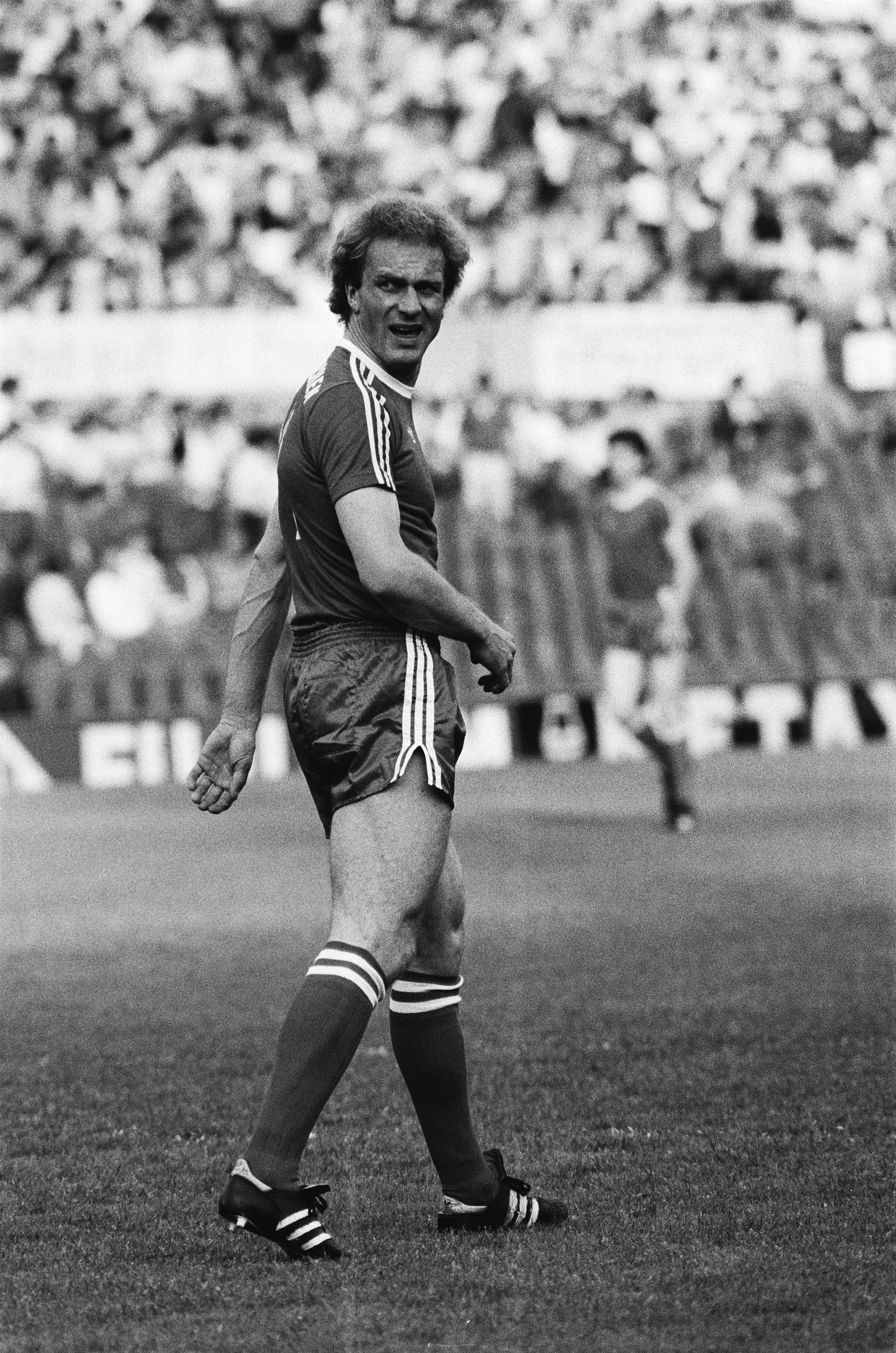
Der dritte deutsche Gewinner: Karl-Heinz Rummenigge (1980, 1981)
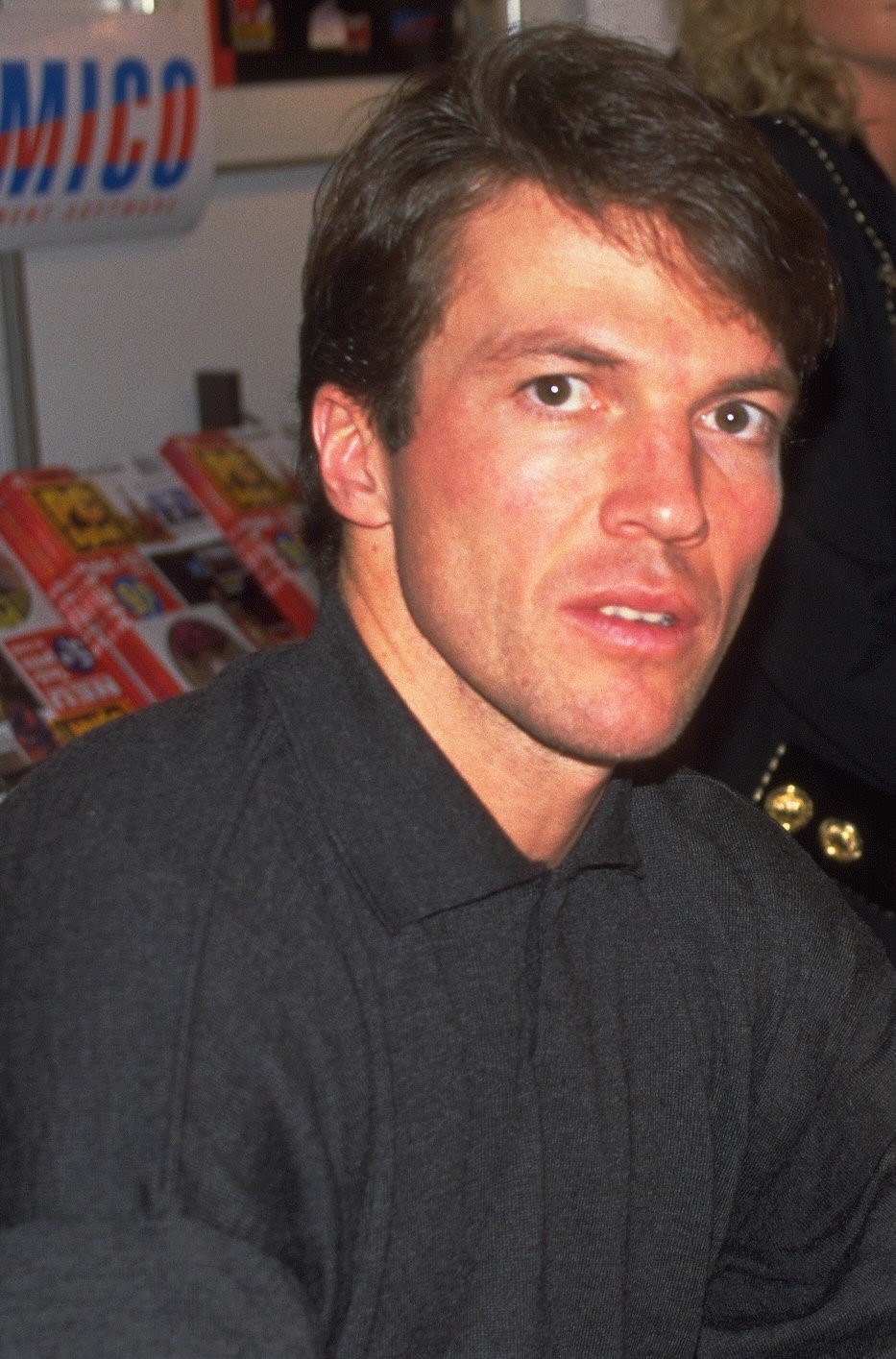
Der vierte deutsche Gewinner: Lothar Matthäus (1990)
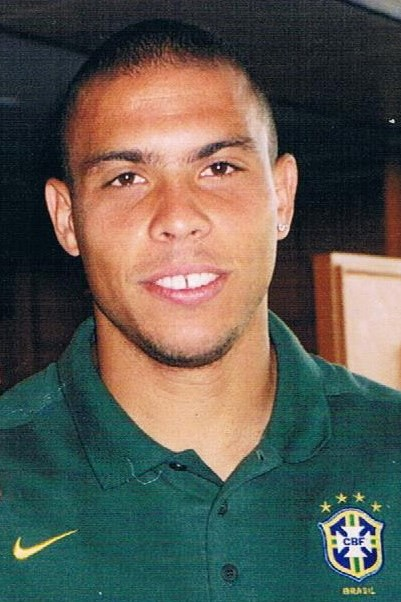
Ronaldo (1997, 2002) ist mit 21 Jahren der bisher jüngste Preisträger
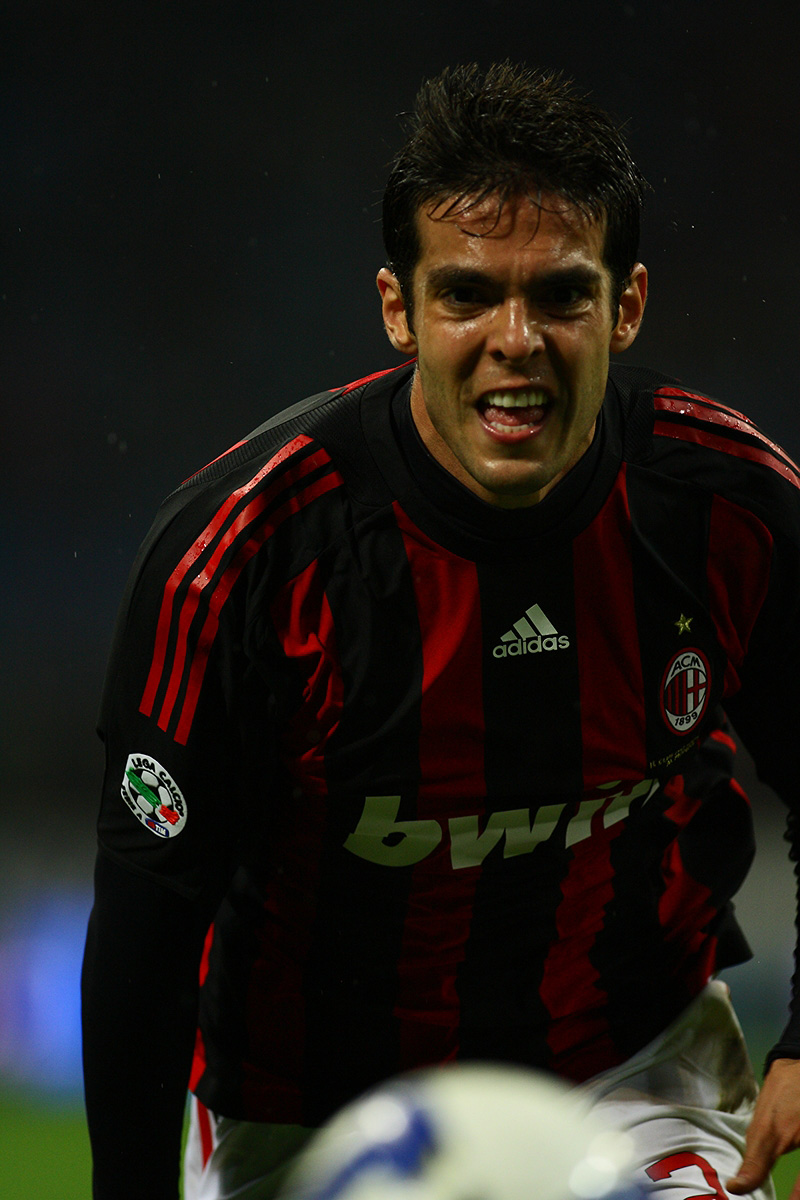
Kaká war 2007 der erste Spieler, der mit dem Ballon d’Or als Weltfußballer ausgezeichnet wurde
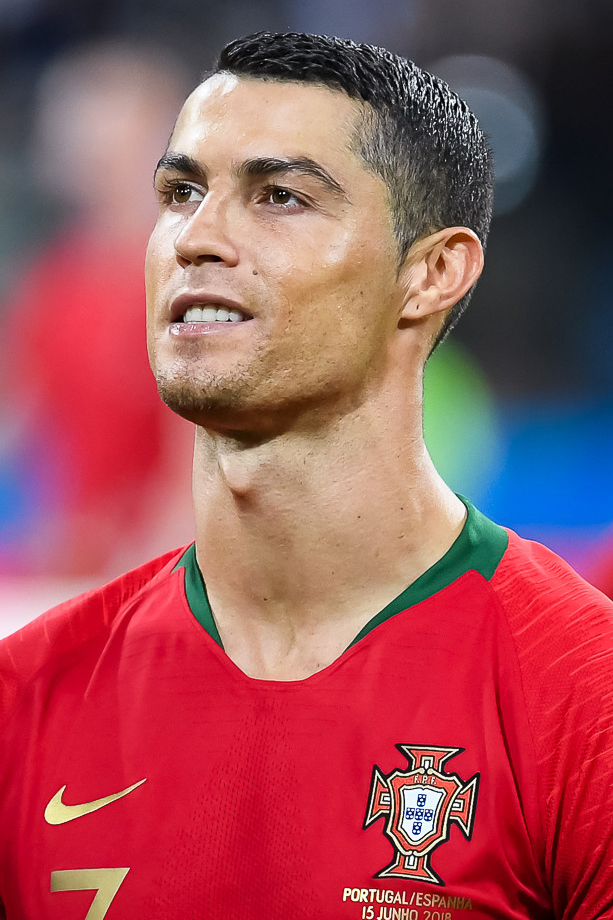
Cristiano Ronaldo gewann den Ballon d’Or 5-mal und somit am zweithäufigsten
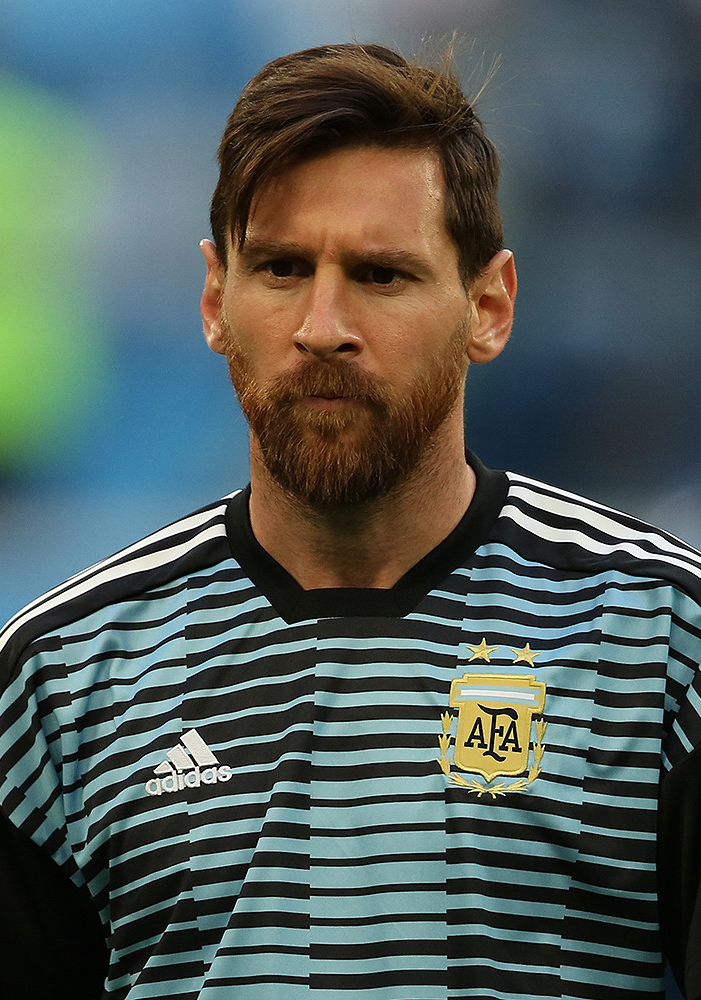
Rekordgewinner Lionel Messi gewann ab 2009 8-mal den Ballon d’Or (2009, 2010, 2011, 2012, 2015, 2019, 2021, 2023)

- Alter: Alter des Gewinners am Tag der Verleihung
- Verein: Verein, für den der ausgezeichnete Spieler im Bewertungszeitraum (bis 2021: Kalenderjahr, seit 2022: vorherige europäische Saison) aktiv war. Wenn ein Spieler während des Bewertungszeitraums den Verein gewechselt hat, wird der abgebende Verein an erster Position genannt
- Zweiter und Dritter: Spieler, die auf den nächsten beiden Rängen folgten
- Grün markierte Spieler wurden im selben Jahr als FIFA-Weltfußballer des Jahres ausgezeichnet

| Jahr | Name | Land | Alter | Verein | Zweiter                                                                                                   | Dritter                                                                                                   |
| Ballon d’Or für „Europas Fußballer des Jahres“ (nur europäische Spieler, die in Europa spielten, wählbar) | Ballon d’Or für „Europas Fußballer des Jahres“ (nur europäische Spieler, die in Europa spielten, wählbar) | Ballon d’Or für „Europas Fußballer des Jahres“ (nur europäische Spieler, die in Europa spielten, wählbar) | Ballon d’Or für „Europas Fußballer des Jahres“ (nur europäische Spieler, die in Europa spielten, wählbar) | Ballon d’Or für „Europas Fußballer des Jahres“ (nur europäische Spieler, die in Europa spielten, wählbar) | Ballon d’Or für „Europas Fußballer des Jahres“ (nur europäische Spieler, die in Europa spielten, wählbar) | Ballon d’Or für „Europas Fußballer des Jahres“ (nur europäische Spieler, die in Europa spielten, wählbar) |
| --- | --- | --- | --- | --- | --- | --- |
| 1956 | Stanley Matthews                                                                                          | England                                                                                                   | 41 | FC Blackpool                                                                                              | Alfredo Di Stéfano                                                                                        | Raymond Kopa                                                                                              |
| 1957 | Alfredo Di Stéfano                                                                                        | Spanien                                                                                                   | 31 | Real Madrid                                                                                               | Billy Wright                                                                                              | Duncan Edwards Raymond Kopa 1                                                                             |
| 1958 | Raymond Kopa                                                                                              | Frankreich                                                                                                | 27 | Real Madrid (2)                                                                                           | Helmut Rahn                                                                                               | Just Fontaine                                                                                             |
| 1959 | Alfredo Di Stéfano (2)                                                                                    | Spanien (2)                                                                                               | 33 | Real Madrid (3)                                                                                           | Raymond Kopa                                                                                              | John Charles                                                                                              |
| 1960 | Luis Suárez                                                                                               | Spanien (3)                                                                                               | 25 | FC Barcelona                                                                                              | Ferenc Puskás                                                                                             | Uwe Seeler                                                                                                |
| 1961 | Omar Sívori                                                                                               | Italien                                                                                                   | 26 | Juventus Turin                                                                                            | Luis Suárez                                                                                               | Johnny Haynes                                                                                             |
| 1962 | Josef Masopust                                                                                            | Tschechoslowakei ( Tschechien)                                                                            | 31 | Dukla Prag                                                                                                | Eusébio                                                                                                   | Karl-Heinz Schnellinger                                                                                   |
| 1963 | Lew Jaschin                                                                                               | Sowjetunion ( Russland)                                                                                   | 34 | Dynamo Moskau                                                                                             | Gianni Rivera                                                                                             | Jimmy Greaves                                                                                             |
| 1964 | Denis Law                                                                                                 | Schottland                                                                                                | 24 | Manchester United                                                                                         | Luis Suárez                                                                                               | Amancio                                                                                                   |
| 1965 | Eusébio                                                                                                   | Portugal                                                                                                  | 23 | Benfica Lissabon                                                                                          | Giacinto Facchetti                                                                                        | Luis Suárez                                                                                               |
| 1966 | Bobby Charlton                                                                                            | England (2)                                                                                               | 29 | Manchester United (2)                                                                                     | Eusébio                                                                                                   | Franz Beckenbauer                                                                                         |
| 1967 | Flórián Albert                                                                                            | Ungarn | 26 | Ferencváros Budapest                                                                                      | Bobby Charlton                                                                                            | Jimmy Johnstone                                                                                           |
| 1968 | George Best                                                                                               | Nordirland                                                                                                | 22 | Manchester United (3)                                                                                     | Bobby Charlton                                                                                            | Dragan Džajić                                                                                             |
| 1969 | Gianni Rivera                                                                                             | Italien (2)                                                                                               | 26 | AC Mailand                                                                                                | Luigi Riva                                                                                                | Gerd Müller                                                                                               |
| 1970 | Gerd Müller                                                                                               | Deutschland                                                                                               | 25 | FC Bayern München                                                                                         | Bobby Moore                                                                                               | Luigi Riva                                                                                                |
| 1971 | Johan Cruyff                                                                                              | Niederlande                                                                                               | 24 | Ajax Amsterdam                                                                                            | Sandro Mazzola                                                                                            | George Best                                                                                               |
| 1972 | Franz Beckenbauer                                                                                         | Deutschland (2)                                                                                           | 27 | FC Bayern München (2)                                                                                     | Gerd Müller und Günter Netzer 2                                                                           | |
| 1973 | Johan Cruyff (2)                                                                                          | Niederlande (2)                                                                                           | 26 | Ajax Amsterdam (2) FC Barcelona 3 (2)                                                                     | Dino Zoff                                                                                                 | Gerd Müller                                                                                               |
| 1974 | Johan Cruyff (3)                                                                                          | Niederlande (3)                                                                                           | 27 | FC Barcelona (3)                                                                                          | Franz Beckenbauer                                                                                         | Kazimierz Deyna                                                                                           |
| 1975 | Oleh Blochin                                                                                              | Sowjetunion (2) ( Ukraine)                                                                                | 23 | Dynamo Kiew                                                                                               | Franz Beckenbauer                                                                                         | Johan Cruyff                                                                                              |
| 1976 | Franz Beckenbauer (2)                                                                                     | Deutschland (3)                                                                                           | 31 | FC Bayern München (3)                                                                                     | Rob Rensenbrink                                                                                           | Ivo Viktor                                                                                                |
| 1977 | Allan Simonsen                                                                                            | Dänemark                                                                                                  | 25 | Borussia Mönchengladbach                                                                                  | Kevin Keegan                                                                                              | Michel Platini                                                                                            |
| 1978 | Kevin Keegan                                                                                              | England (3)                                                                                               | 27 | Hamburger SV                                                                                              | Hans Krankl                                                                                               | Rob Rensenbrink                                                                                           |
| 1979 | Kevin Keegan (2)                                                                                          | England (4)                                                                                               | 28 | Hamburger SV (2)                                                                                          | Karl-Heinz Rummenigge                                                                                     | Ruud Krol                                                                                                 |
| 1980 | Karl-Heinz Rummenigge                                                                                     | Deutschland (4)                                                                                           | 25 | FC Bayern München (4)                                                                                     | Bernd Schuster                                                                                            | Michel Platini                                                                                            |
| 1981 | Karl-Heinz Rummenigge (2)                                                                                 | Deutschland (5)                                                                                           | 26 | FC Bayern München (5)                                                                                     | Paul Breitner                                                                                             | Bernd Schuster                                                                                            |
| 1982 | Paolo Rossi                                                                                               | Italien (3)                                                                                               | 26 | Juventus Turin (2)                                                                                        | Alain Giresse                                                                                             | Zbigniew Boniek                                                                                           |
| 1983 | Michel Platini                                                                                            | Frankreich (2)                                                                                            | 28 | Juventus Turin (3)                                                                                        | Kenny Dalglish                                                                                            | Allan Simonsen                                                                                            |
| 1984 | Michel Platini (2)                                                                                        | Frankreich (3)                                                                                            | 29 | Juventus Turin (4)                                                                                        | Jean Tigana                                                                                               | Preben Elkjær Larsen                                                                                      |
| 1985 | Michel Platini (3)                                                                                        | Frankreich (4)                                                                                            | 30 | Juventus Turin (5)                                                                                        | Preben Elkjær Larsen                                                                                      | Bernd Schuster                                                                                            |
| 1986 | Ihor Bjelanow                                                                                             | Sowjetunion (3) ( Ukraine) (2)                                                                            | 26 | Dynamo Kiew (2)                                                                                           | Gary Lineker                                                                                              | Emilio Butragueño                                                                                         |
| 1987 | Ruud Gullit                                                                                               | Niederlande (4)                                                                                           | 25 | PSV Eindhoven AC Mailand 4 (2)                                                                            | Paulo Futre                                                                                               | Emilio Butragueño                                                                                         |
| 1988 | Marco van Basten                                                                                          | Niederlande (5)                                                                                           | 24 | AC Mailand (3)                                                                                            | Ruud Gullit                                                                                               | Frank Rijkaard                                                                                            |
| 1989 | Marco van Basten (2)                                                                                      | Niederlande (6)                                                                                           | 25 | AC Mailand (4)                                                                                            | Franco Baresi                                                                                             | Frank Rijkaard                                                                                            |
| 1990 | Lothar Matthäus                                                                                           | Deutschland (6)                                                                                           | 29 | Inter Mailand                                                                                             | Salvatore Schillaci                                                                                       | Andreas Brehme                                                                                            |
| 1991 | Jean-Pierre Papin                                                                                         | Frankreich (5)                                                                                            | 28 | Olympique Marseille                                                                                       | Lothar Matthäus Darko Pančev und Dejan Savićević 5                                                        | |
| 1992 | Marco van Basten (3)                                                                                      | Niederlande (7)                                                                                           | 28 | AC Mailand (5)                                                                                            | Christo Stoitschkow                                                                                       | Dennis Bergkamp                                                                                           |
| 1993 | Roberto Baggio                                                                                            | Italien (4)                                                                                               | 26 | Juventus Turin (6)                                                                                        | Dennis Bergkamp                                                                                           | Éric Cantona                                                                                              |
| 1994 | Christo Stoitschkow                                                                                       | Bulgarien                                                                                                 | 28 | FC Barcelona (4)                                                                                          | Roberto Baggio                                                                                            | Paolo Maldini                                                                                             |
| Ballon d’Or für „Europas Fußballer des Jahres“ (alle in Europa aktiven Spieler wählbar)                   | | | | | | |
| 1995 | George Weah                                                                                               | Liberia                                                                                                   | 29 | Paris Saint-Germain AC Mailand 6 (6)                                                                      | Jürgen Klinsmann                                                                                          | Jari Litmanen                                                                                             |
| 1996 | Matthias Sammer                                                                                           | Deutschland (7)                                                                                           | 29 | Borussia Dortmund                                                                                         | Ronaldo                                                                                                   | Alan Shearer                                                                                              |
| 1997 | Ronaldo                                                                                                   | Brasilien                                                                                                 | 21 | FC Barcelona (5) Inter Mailand 7 (2)                                                                      | Predrag Mijatović                                                                                         | Zinédine Zidane                                                                                           |
| 1998 | Zinédine Zidane                                                                                           | Frankreich (6)                                                                                            | 26 | Juventus Turin (7)                                                                                        | Davor Šuker                                                                                               | Ronaldo                                                                                                   |
| 1999 | Rivaldo                                                                                                   | Brasilien (2)                                                                                             | 27 | FC Barcelona (6)                                                                                          | David Beckham                                                                                             | Andrij Schewtschenko                                                                                      |
| 2000 | Luís Figo                                                                                                 | Portugal (2)                                                                                              | 28 | FC Barcelona (7) Real Madrid 8 (4)                                                                        | Zinédine Zidane                                                                                           | Andrij Schewtschenko                                                                                      |
| 2001 | Michael Owen                                                                                              | England (5)                                                                                               | 22 | FC Liverpool                                                                                              | Raúl | Oliver Kahn                                                                                               |
| 2002 | Ronaldo (2)                                                                                               | Brasilien (3)                                                                                             | 26 | Inter Mailand (3) Real Madrid 9 (5)                                                                       | Roberto Carlos                                                                                            | Oliver Kahn                                                                                               |
| 2003 | Pavel Nedvěd                                                                                              | Tschechien (2)                                                                                            | 31 | Juventus Turin (8)                                                                                        | Thierry Henry                                                                                             | Paolo Maldini                                                                                             |
| 2004 | Andrij Schewtschenko                                                                                      | Ukraine (3)                                                                                               | 28 | AC Mailand (7)                                                                                            | Deco | Ronaldinho                                                                                                |
| 2005 | Ronaldinho                                                                                                | Brasilien (4)                                                                                             | 25 | FC Barcelona (8)                                                                                          | Frank Lampard                                                                                             | Steven Gerrard                                                                                            |
| 2006 | Fabio Cannavaro                                                                                           | Italien (5)                                                                                               | 33 | Juventus Turin (9) Real Madrid 10 (6)                                                                     | Gianluigi Buffon                                                                                          | Thierry Henry                                                                                             |
| Ballon d’Or für den „Weltfußballer des Jahres“                                                            | | | | | | |
| 2007 | Kaká | Brasilien (5)                                                                                             | 25 | AC Mailand (8)                                                                                            | Cristiano Ronaldo                                                                                         | Lionel Messi                                                                                              |
| 2008 | Cristiano Ronaldo                                                                                         | Portugal (3)                                                                                              | 23 | Manchester United (4)                                                                                     | Lionel Messi                                                                                              | Fernando Torres                                                                                           |
| 2009 | Lionel Messi                                                                                              | Argentinien                                                                                               | 22 | FC Barcelona (9)                                                                                          | Cristiano Ronaldo                                                                                         | Xavi |
| FIFA Ballon d’Or für den „Weltfußballer des Jahres“                                                       | | | | | | |
| 2010 | Lionel Messi (2)                                                                                          | Argentinien (2)                                                                                           | 23 | FC Barcelona (10)                                                                                         | Andrés Iniesta                                                                                            | Xavi |
| 2011 | Lionel Messi (3)                                                                                          | Argentinien (3)                                                                                           | 24 | FC Barcelona (11)                                                                                         | Cristiano Ronaldo                                                                                         | Xavi |
| 2012 | Lionel Messi (4)                                                                                          | Argentinien (4)                                                                                           | 25 | FC Barcelona (12)                                                                                         | Cristiano Ronaldo                                                                                         | Andrés Iniesta                                                                                            |
| 2013 | Cristiano Ronaldo (2)                                                                                     | Portugal (4)                                                                                              | 28 | Real Madrid (7)                                                                                           | Lionel Messi                                                                                              | Franck Ribéry                                                                                             |
| 2014 | Cristiano Ronaldo (3)                                                                                     | Portugal (5)                                                                                              | 29 | Real Madrid (8)                                                                                           | Lionel Messi                                                                                              | Manuel Neuer                                                                                              |
| 2015 | Lionel Messi (5)                                                                                          | Argentinien (5)                                                                                           | 28 | FC Barcelona (13)                                                                                         | Cristiano Ronaldo                                                                                         | Neymar |
| Ballon d’Or für den „Weltfußballer des Jahres“                                                            | | | | | | |
| 2016 | Cristiano Ronaldo (4)                                                                                     | Portugal (6)                                                                                              | 31 | Real Madrid (9)                                                                                           | Lionel Messi                                                                                              | Antoine Griezmann                                                                                         |
| 2017 | Cristiano Ronaldo (5)                                                                                     | Portugal (7)                                                                                              | 32 | Real Madrid (10)                                                                                          | Lionel Messi                                                                                              | Neymar |
| 2018 | Luka Modrić                                                                                               | Kroatien                                                                                                  | 33 | Real Madrid (11)                                                                                          | Cristiano Ronaldo                                                                                         | Antoine Griezmann                                                                                         |
| 2019 | Lionel Messi (6)                                                                                          | Argentinien (6)                                                                                           | 32 | FC Barcelona (14)                                                                                         | Virgil van Dijk                                                                                           | Cristiano Ronaldo                                                                                         |
| 2020 | nicht vergeben, stattdessen Wahl des Ballon d’Or Dream Teams                                              | nicht vergeben, stattdessen Wahl des Ballon d’Or Dream Teams                                              | nicht vergeben, stattdessen Wahl des Ballon d’Or Dream Teams                                              | nicht vergeben, stattdessen Wahl des Ballon d’Or Dream Teams                                              | nicht vergeben, stattdessen Wahl des Ballon d’Or Dream Teams                                              | nicht vergeben, stattdessen Wahl des Ballon d’Or Dream Teams                                              |
| 2021 | Lionel Messi (7)                                                                                          | Argentinien (7)                                                                                           | 34 | FC Barcelona (15) Paris Saint-Germain 11 (2)                                                              | Robert Lewandowski                                                                                        | Jorginho                                                                                                  |
| 2022 | Karim Benzema                                                                                             | Frankreich (7)                                                                                            | 34 | Real Madrid (12)                                                                                          | Sadio Mané                                                                                                | Kevin De Bruyne                                                                                           |
| 2023 | Lionel Messi (8)                                                                                          | Argentinien (8)                                                                                           | 36 | Paris Saint-Germain (3)                                                                                   | Erling Haaland                                                                                            | Kylian Mbappé                                                                                             |
| 2024 | Rodri | Spanien (4)                                                                                               | 28 | Manchester City                                                                                           | Vinícius Júnior                                                                                           | Jude Bellingham                                                                                           |

## Ranglisten

### Spieler
Die Platzierung des Spielers innerhalb dieser Rangliste wird durch die Anzahl der Titel bestimmt. Bei gleicher Anzahl von Titeln wird alphabetisch sortiert.
| Anzahl | Name                  | Jahre                                          |
| ------ | --------------------- | ---------------------------------------------- |
| 8      | Lionel Messi          | 2009, 2010, 2011, 2012, 2015, 2019, 2021, 2023 |
| 5      | Cristiano Ronaldo     | 2008, 2013, 2014, 2016, 2017                   |
| 3      | Marco van Basten      | 1988, 1989, 1992                               |
| 3      | Johan Cruyff          | 1971, 1973, 1974                               |
| 3      | Michel Platini        | 1983, 1984, 1985                               |
| 2      | Franz Beckenbauer     | 1972, 1976                                     |
| 2      | Alfredo Di Stéfano    | 1957, 1959                                     |
| 2      | Kevin Keegan          | 1978, 1979                                     |
| 2      | Ronaldo               | 1997, 2002                                     |
| 2      | Karl-Heinz Rummenigge | 1980, 1981                                     |

### Vereine
Die Platzierung des Vereins innerhalb dieser Rangliste wird durch die Anzahl der Titel bestimmt. Bei gleicher Anzahl von Titeln wird alphabetisch nach Ortsname sortiert. Bei kursiv geschriebenen Jahren spielte der Spieler nicht über das gesamte Jahr (bis 2021) bzw. in der gesamten Saison (seit 2022) bei diesem Verein.
| Anzahl | Verein              | Jahre                                                                                    | Spieler |
| ------ | ------------------- | ---------------------------------------------------------------------------------------- | ------- |
| 15     | FC Barcelona        | 1960, 1973, 1974, 1994, 1997, 1999, 2000, 2005, 2009, 2010, 2011, 2012, 2015, 2019, 2021 | 8       |
| 12     | Real Madrid         | 1957, 1958, 1959, 2000, 2002, 2006, 2013, 2014, 2016, 2017, 2018, 2022                   | 8       |
| 9      | Juventus Turin      | 1961, 1982, 1983, 1984, 1985, 1993, 1998, 2003, 2006                                     | 7       |
| 8      | AC Mailand          | 1969, 1987, 1988, 1989, 1992, 1995, 2004, 2007                                           | 6       |
| 5      | FC Bayern München   | 1970, 1972, 1976, 1980, 1981                                                             | 3       |
| 4      | Manchester United   | 1964, 1966, 1968, 2008                                                                   | 4       |
| 3      | Inter Mailand       | 1990, 1997, 2002                                                                         | 2       |
| 3      | Paris Saint-Germain | 1995, 2021, 2023                                                                         | 2       |
| 2      | Ajax Amsterdam      | 1971, 1973                                                                               | 1       |
| 2      | Hamburger SV        | 1978, 1979                                                                               | 1       |
| 2      | Dynamo Kiew         | 1975, 1986                                                                               | 2       |

### Ligen
Die Platzierung der Liga innerhalb dieser Rangliste wird durch die Anzahl der Titel bestimmt. Bei gleicher Anzahl von Titeln wird alphabetisch sortiert. Bei kursiv geschriebenen Jahren spielte der Spieler nicht über das gesamte Jahr (bis 2021) bzw. in der gesamten Saison (seit 2022) in dieser Liga.
| Anzahl | Liga                            | Jahre | Spieler |
| ------ | ------------------------------- | --- | ------- |
| 26     | Primera División                | 1957, 1958, 1959, 1960, 1973, 1974, 1994, 1997, 1999, 2000, 2002, 2005, 2006, 2009, 2010, 2011, 2012, 2013, 2014, 2015, 2016, 2017, 2018, 2019, 2021, 2022 | 14      |
| 20     | Serie A                         | 1961, 1969, 1982, 1983, 1984, 1985, 1987, 1988, 1989, 1990, 1992, 1993, 1995, 1997, 1998, 2002, 2003, 2004, 2006, 2007                                     | 15      |
| 9      | Bundesliga                      | 1970, 1972, 1976, 1977, 1978, 1979, 1980, 1981, 1996 | 6       |
| 7      | Premier League / First Division | 1956, 1964, 1966, 1968, 2001, 2008, 2024 | 7       |
| 4      | Ligue 1                         | 1991, 1995, 2021, 2023 | 3       |
| 3      | Eredivisie                      | 1971, 1973, 1987 | 2       |
| 3      | Wysschaja Liga                  | 1963, 1975, 1986 | 3       |

### Nationalität
Die Platzierung des Landes innerhalb dieser Rangliste wird durch die Anzahl der Titel bestimmt. Bei gleicher Anzahl von Titeln wird alphabetisch sortiert. Spieler nicht-europäischer Nationalitäten konnten erst ab 1995 gewählt werden.
Bei der Sowjetunion (Zerfall 1991) und der Tschechoslowakei (1992) ist die heutige Nationalität der Spieler angegeben und die Titel werden für den jeweiligen Nachfolgestaat mitgezählt. Da England, Nordirland, Schottland und Wales eigenständige Nationalmannschaften stellen, sind diese Nationen einzeln aufgeführt und nicht gemeinsam als Vereinigtes Königreich.
| Anzahl | Land        | Jahre                                          | Spieler |
| ------ | ----------- | ---------------------------------------------- | ------- |
| 8      | Argentinien | 2009, 2010, 2011, 2012, 2015, 2019, 2021, 2023 | 1       |
| 7      | Deutschland | 1970, 1972, 1976, 1980, 1981, 1990, 1996       | 5       |
| 7      | Frankreich  | 1958, 1983, 1984, 1985, 1991, 1998, 2022       | 5       |
| 7      | Niederlande | 1971, 1973, 1974, 1987, 1988, 1989, 1992       | 3       |
| 7      | Portugal    | 1965, 2000, 2008, 2013, 2014, 2016, 2017       | 3       |
| 5      | Brasilien   | 1997, 1999, 2002, 2005, 2007                   | 4       |
| 5      | England     | 1956, 1966, 1978, 1979, 2001                   | 4       |
| 5      | Italien     | 1961, 1969, 1982, 1993, 2006                   | 5       |
| 4      | Spanien     | 1957, 1959, 1960, 2024                         | 3       |
| 3      | Sowjetunion | 1963 ( Russland), 1975, 1986 (beide Ukraine)   | 3       |
| 3      | Ukraine     | 1975, 1986 (beide als Sowjetunion), 2004       | 3       |
| 2      | Tschechien  | 1962 (als Tschechoslowakei), 2003              | 2       |

### Altersrekorde
Angegeben ist das Alter am Tag der Verleihung.
| Rang | Name         | Alter                 | Jahr |
| ---- | ------------ | --------------------- | ---- |
| 01.  | Ronaldo      | 21 Jahre und 92 Tage  | 1997 |
| 02.  | Michael Owen | 22 Jahre und 4 Tage   | 2001 |
| 03.  | Lionel Messi | 22 Jahre und 160 Tage | 2009 |
| 04.  | George Best  | 22 Jahre und 216 Tage | 1968 |
| 05.  | Oleh Blochin | 23 Jahre und 55 Tage  | 1975 |

| Rang | Name             | Alter                 | Jahr |
| ---- | ---------------- | --------------------- | ---- |
| 01.  | Stanley Matthews | 41 Jahre und 321 Tage | 1956 |
| 02.  | Lionel Messi     | 36 Jahre und 128 Tage | 2023 |
| 03.  | Karim Benzema    | 34 Jahre und 302 Tage | 2022 |
| 04.  | Lionel Messi     | 34 Jahre und 158 Tage | 2021 |
| 05.  | Lew Jaschin      | 34 Jahre und 56 Tage  | 1963 |

## Weitere Auszeichnungen
Ende 1989 vergab France Football den Súper Ballón d’Or für den besten Fußballspieler der letzten drei Jahrzehnte. Gewinner wurde Alfredo Di Stéfano vor Johan Cruyff und Michel Platini.
Zum 60-jährigen Bestehen des Ballon d’Or veröffentlichte France Football im Jahr 2016 Alternativgewinner, die vermutlich den Preis erhalten hätten, wenn dieser stets allen Spielern der Welt offengestanden hätte. Von 1956 bis 1994 waren nur europäische Spieler, die in Europa spielten, wählbar; von 1995 bis 2006 alle Spieler europäischer Vereine. Demnach hätten zwölf Südamerikaner – acht Mal zudem von einem brasilianischen Verein – den Ballón d’Or gewonnen. Der Brasilianer Pelé wäre bis 2023 – ab 2021 gemeinsam mit Lionel Messi – mit sieben Auszeichnungen der Rekordgewinner gewesen.
| Jahr | Ballon-d’Or-Gewinner | Alternativgewinner | Verein       |
| ---- | -------------------- | ------------------ | ------------ |
| 1958 | Raymond Kopa         | Pelé               | FC Santos    |
| 1959 | Alfredo Di Stéfano   | Pelé               | FC Santos    |
| 1960 | Luis Suárez          | Pelé               | FC Santos    |
| 1961 | Omar Sívori          | Pelé               | FC Santos    |
| 1962 | Josef Masopust       | Garrincha          | Botafogo FR  |
| 1963 | Lew Jaschin          | Pelé               | FC Santos    |
| 1964 | Denis Law            | Pelé               | FC Santos    |
| 1970 | Gerd Müller          | Pelé               | FC Santos    |
| 1978 | Kevin Keegan         | Mario Kempes       | FC Valencia  |
| 1986 | Ihor Bjelanow        | Diego Maradona     | SSC Neapel   |
| 1990 | Lothar Matthäus      | Diego Maradona     | SSC Neapel   |
| 1994 | Christo Stoitschkow  | Romário            | FC Barcelona |